# Bulimulus darwini
Bulimulus darwini é uma espécie de gastrópode da família Orthalicidae.
É endémica do Equador.
Os seus habitats naturais são: florestas secas tropicais ou subtropicais e matagal árido tropical ou subtropical.
Está ameaçada por perda de habitat.